# Bobby Farrell

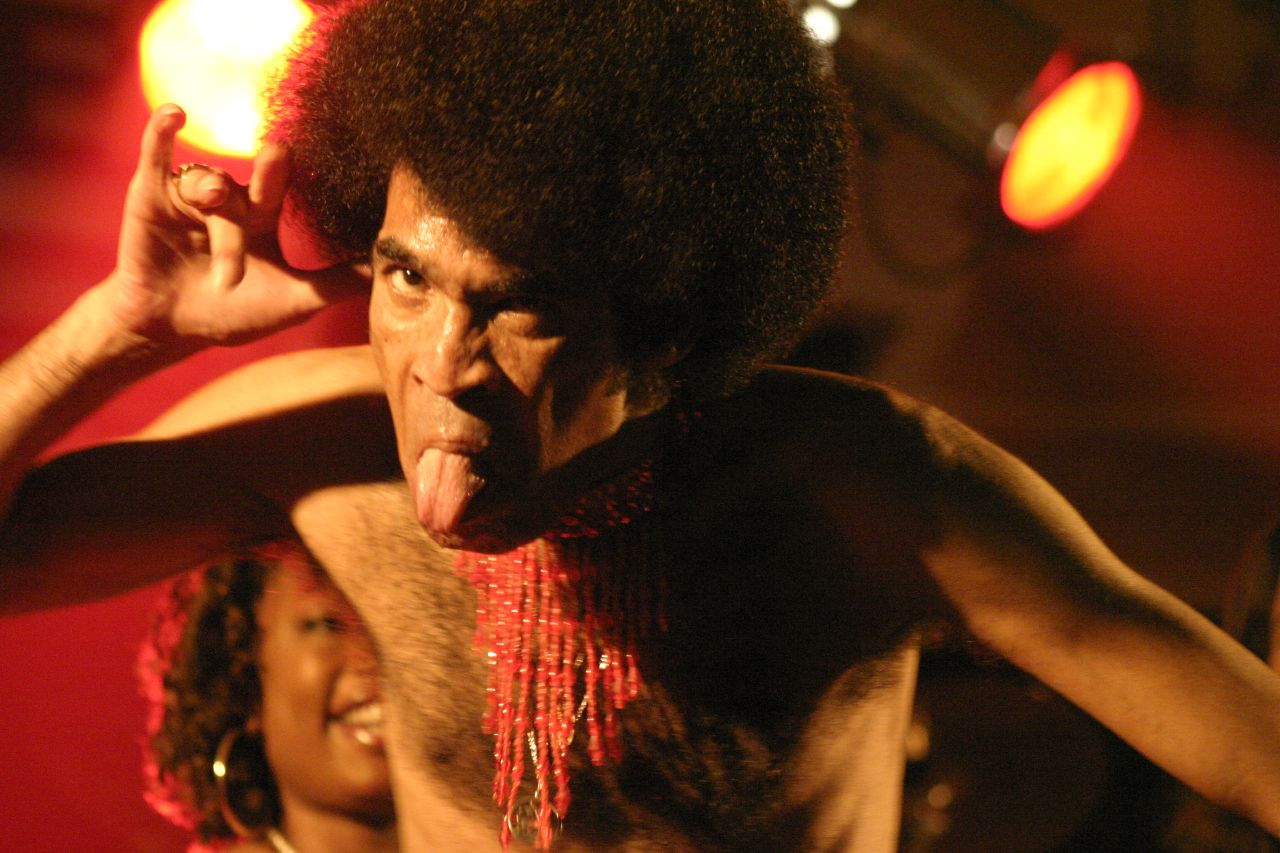
Bobby Farrell

Roberto Alfonso „Bobby“ Farrell (* 6. Oktober 1949 in Sint Nicolaas, Aruba; † 30. Dezember 2010 in Sankt Petersburg, Russland) war ein niederländischer Tänzer und Sänger, der 1975 als Mitglied der Musikgruppe Boney M. bekannt wurde.

## Leben
Farrell lebte bis zu seinem 15. Lebensjahr auf seiner Geburtsinsel Aruba. Er arbeitete zwei Jahre lang als Seemann und ließ sich in Norwegen nieder. Von dort ging er in die Niederlande, wo er als Discjockey arbeitete, später zog er dann nach Deutschland. Auch hier arbeitete er hauptsächlich als DJ, zuletzt in Hannover.
1975 wurde er von Produzent Frank Farian als Tänzer für dessen Gruppe Boney M. verpflichtet und trug durch seine extravaganten Tanzchoreografien zum Erfolg der Gruppe bei. Da die männliche Gesangsstimme von Boney M. von Farian stammte, bewegte Farrell seine Lippen zum Gesang vom Band (Full-Playback). 1982 wurde Farrell bei Boney M. nach Querelen mit Farian durch Reggie Tsiboe ersetzt, kehrte jedoch 1984 nach Beilegung der Differenzen zur Gruppe zurück.

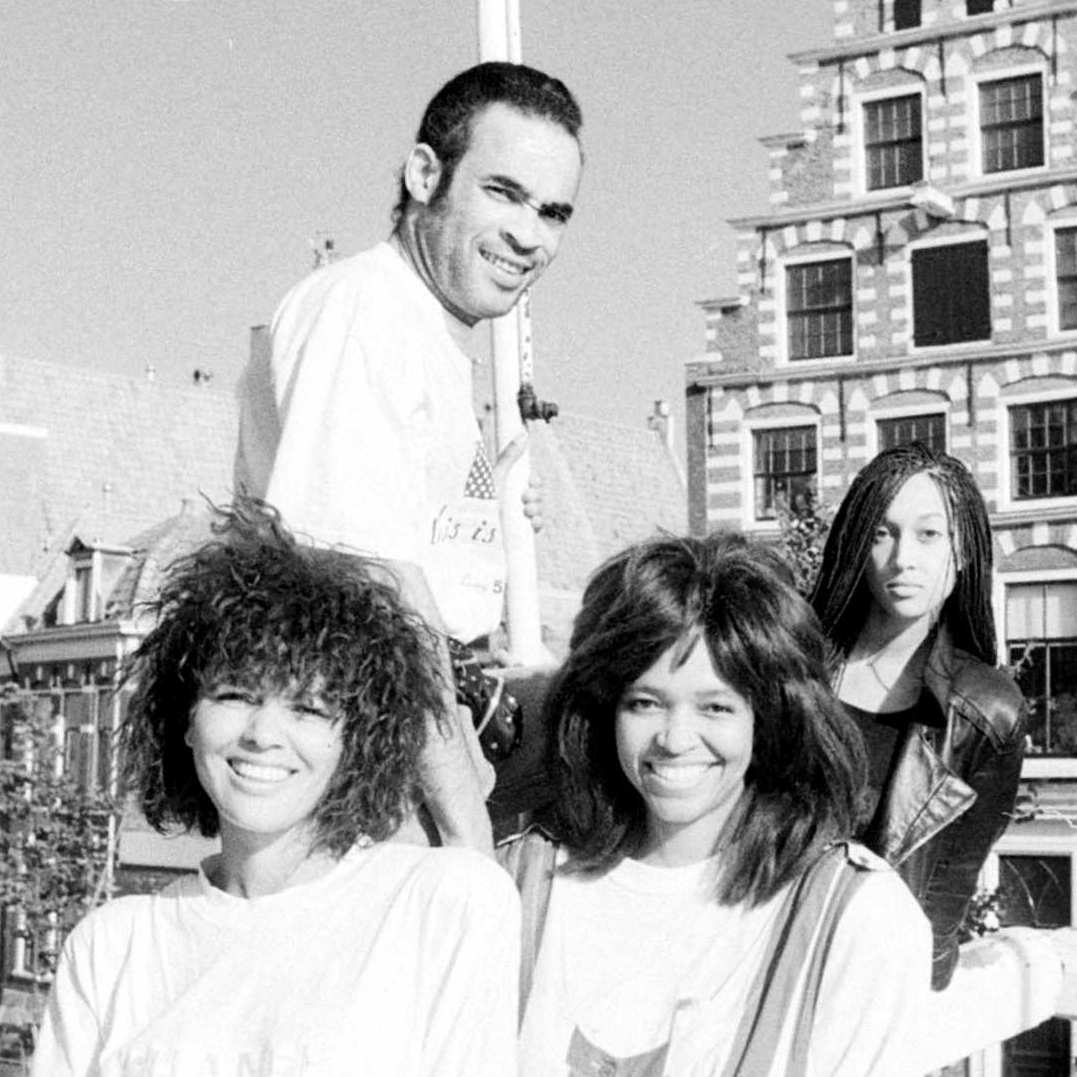
Bobby Farrell, 1991

Farrell war von 1981 bis 1994 mit dem jugoslawischen Fotomodell Jasmina Šaban verheiratet. Nach der Auflösung von Boney M. verschwand er weitgehend aus der Öffentlichkeit. Ab 1992 trat er – gegen Farians Willen – mit seiner eigenen Boney-M.-Formation auf. 2005 war er als Tänzer im Videoclip zu Turn on the Music von Roger Sanchez zu sehen.
Im Dezember 2010 wurde Farrell im Alter von 61 Jahren während einer Konzerttournee tot in seinem Hotelzimmer in Sankt Petersburg aufgefunden. Er starb laut Obduktionsbericht an Herzversagen. Er wurde im Januar 2011 auf dem Amsterdamer Friedhof Zorgvlied beigesetzt. Farrell hatte im Stadtteil Gaasperdam in Amsterdam-Zuidoost gelebt und war ein Jahr vor seinem Tod nach Amstelveen gezogen.